# Arasia mollicoma
Arasia mollicoma là một loài nhện trong họ Salticidae.
Loài này thuộc chi Arasia. Arasia mollicoma được Ludwig Carl Christian Koch miêu tả năm 1880.